# Jaume Oliver i Oliver
Jaume Oliver i Oliver (Felanitx, Mallorca, 1919 - 2004) va treballar d'escriptor. El coneixien amb diferents noms, concretament: Jaume Oliver d'Albocàsser i Joan d'Algorefa. Va ser un autor que va escriure obres narratives com: Llunari pàges que va ser premiat a la Ciutat de Palma, Mallorca, l'any 1964, una altra obra narrativa important és  Encara vos hem mester i Homenatge a la vellesa escrita l'any 1980 a Mallorca, concretament a Palma.